# Johanne Lampe
Johanne Wilhelmine Lampe, gen. Hanna Lampe, (*  9. Oktober 1897 in Bremen; † 12. Juli 1996 in Bremen) war eine deutsche Heimatforscherin.

## Biografie
Lampe stammte aus der alteingesessenen Familie Lampe. Sie war die Tochter des Landmanns Hinrich Lampe von der Wisch (1859–1944) und Johanne Wilhelmine, geb. Wurthmann (1872–1938), aufgewachsen auf dem Wischhof in Bremen-Hastedt, Schaumburger Str. 35, in der ehemaligen Bauerschaft Pagentorn. Durch die wachsende Östliche Vorstadt in Bremen konnte die Familie durch Landverkäufe ein erhebliches Vermögen erwerben.
Lampe besuchte die Höhere Mädchenschule Ida Janson und bis 1913 die Höhere Mädchenschule, später Lyzeum, von Hedwig Kriebisch. Sie erwarb danach durch Privatunterricht in Latein und Griechisch und den Besuch einer Jungenschule das Abitur. Statt Kunstschule absolvierte sie eine Lehre an einer rheinischen Gartenbauschule. 1918 heiratete sie ihren Vetter Johann Meinken, wurde aber bald wieder geschieden. Um 1921/23 arbeitete sie als Hausdame in einem Offiziershaushalt in Frankfurt am Main und ab 1924 in einem Freiburger Privatsanatorium. 1925 kehrte sie dann dauerhaft nach Bremen auf den Wischhof zurück. 
Sie erforschte zunächst die Familiengeschichte ihrer alten und weitverbreiteten Familie. 1935 fand dazu ein Treffen der Familienmitglieder aus Deutschland, den Niederlanden, den USA, Finnland und aus Mexico in Bremen statt. Sie wurde nun Mitglied der Gesellschaft für Familienforschung Die Maus und übernahm hier ehrenamtliche Vorstandsfunktionen. Ihr Aufsatz Die Bauernschaft Pagentorn wurde im Bremischen Jahrbuch, Bd. 42 von 1947 veröffentlicht. Danach legte sie 2500 Familien-Mappen an; ein Fundus für die bremische Heimatforschung; weitere Publikationen folgten.
   
Sie wurde auf dem Riensberger Friedhof beerdigt.

## Ehrungen
- Den Bremer Preis für Heimatforschung erhielt sie 1979 für die Forschungsarbeit Die Dörfer Hastedt und Schwachhausen.
- 1985 wurde sie beim 37. Deutschen Genealogentag mit dem Bundesverdienstkreuz 1. Klasse ausgezeichnet.
- 1992 wurde sie zum Ehrenmitglied Der Maus ernannt.